# Grönländische Badmintonmeisterschaft 2010
Die Grönländische Badmintonmeisterschaft 2010 fand vom 30. März bis zum 4. April 2010 in Ilulissat statt.

## Sieger und Platzierte
| Disziplin    | Gold                              | Silber                                  | Bronze                                |
| ------------ | --------------------------------- | --------------------------------------- | ------------------------------------- |
| Herreneinzel | Frederik Elsner                   | Bror Madsen                             | Jens Frederik Nielsen                 |
| Dameneinzel  | Mille Kongstad                    | Aviaaja Geisler                         | Juliane Brønlund                      |
| Herrendoppel | Frederik Elsner Mininnguaq Kleist | Bror Madsen Karl Jakob Thomassen        | Frank Bagger Michael Kleist           |
| Damendoppel  | Mille Kongstad Aviaaja Geisler    | Juliane Brønlund Tina Madsen            | Martha Jonathansen Victoria Rafaelsen |
| Mixed        | Bror Madsen Juliane Brønlund      | Jens Frederik Nielsen Else Høegh Møller | Mads Nyvold Janne Knudsen             |